# Johannes Cornelis Hendrik de Meijere
Johannes Cornelis Hendrik de Meijere (ur. 1 kwietnia 1866 w Deventerze, zm. 6 listopada 1947 w Amsterdamie) – holenderski entomolog.
Studiował zoologię i botanikę. 23 stycznia 1982 roku zdał egzaminy, a 23 lutego 1893 roku otrzymał stopień doktora na Wydziale Matematyki i Fizyki Uniwersytetu Amsterdamskiego na podstawie pracy poświęconej owłosieniu ssaków. W latach 1906–1907 pracował jako docent i wykładowca entomologii na wspominanym wydziale. Od 9 października 1907 do 16 września 1921 roku był profesorem nadzwyczajnym zootechniki i genetyki na Uniwersytecie Amsterdamskim. 27 stycznia 1908 wygłosił wykład publiczny wykład o biologii owadów. Od 19 października 1928 roku do odejścia na emeryturę 21 czerwca 1936 roku piastował na tej uczelni stanowisko profesora zwyczajnego. 
Od 1906 do 1940 roku był redaktorem naczelnym czasopisma entomologicznego Tijdschrift voor Entomologie.